# دوري كرة القدم الغربي 1939–40
دوري كرة القدم الغربي 1939–40 (بالإنجليزية: 1939–40 Western Football League)‏ هو موسم من دوري كرة القدم الغربي ‏. فاز فيه Trowbridge Town F.C. ‏.